# Bassängen (film)
Bassängen (franska: La Piscine) är en fransk dramafilm från 1969, regisserad av Jacques Deray. Manuset är författat av Jean-Claude Carrière.
Filmen handlar om Jean-Paul (spelad av Alain Delon) och Marianne (spelad av Romy Schneider) som firar semester i närheten av Saint-Tropez. Plötsligt dyker kvinnans före detta älskare upp, tillsammans med sin dotter (spelad av Jane Birkin).
Filmen har inspirerat flera nytolkningar, som Swimming Pool av François Ozon och A Bigger Splash av Luca Guadagnino.